# Personal (mercadotecnia)
El personal es un elemento de la mercadotecnia relacionado con los recursos humanos.
La importancia de las personas en el éxito de una prestación de servicios es evidente, especialmente si se considera que:
- Los servicios son principalmente intangibles.
- Las personas (empleados) son las que prestan generalmente el servicio, y su forma de actuar es parte de la calidad del servicio que percibe el cliente.
- Todo empleado puede transformarse en un part time marketer (mercadotécnico[1] [2] de tiempo parcial) dependiendo del grado de contacto de este con el cliente.

Esto es más notorio en el personal directamente relacionado con el marketing, y la prestación del servicio, las que por su función tienen mucho contacto con el cliente; sin embargo, hay personas que tienen otras funciones que las ponen en contacto con el cliente, Ejemplo: guardias, porteros, personal de cobranza, etc., que pueden con su actuar influir en la percepción del cliente sobre la empresa y sus servicios. Por eso el éxito del marketing de un servicio está vinculado de manera estrecha con la selección, capacitación, motivación y manejo de personal.